# بريدوسا
بريدوسا (بالإيطالية: Predosa)‏ هي بلدية في مقاطعة ألساندريا في إقليم بييمونتي في إيطاليا.

## السكان
في سنة 1861 بلغ عدد السكان 2٬702 نسمة، وتطور العدد ليصل في سنة 2011 لـ 2٬092 نسمة.
يظهر هذا المخطط البياني تطور النمو السكاني لـ بريدوسا